# Симонов, Константин Михайлович
Константи́н Миха́йлович Си́монов (имя при рождении — Кирилл; 15 [28] ноября 1915, Петроград, Российская империя — 28 августа 1979, Москва, СССР) — русский советский прозаик, поэт, драматург, киносценарист, общественный деятель, журналист и военный корреспондент. Герой Социалистического Труда (1974), лауреат Ленинской премии (1974) и шести Сталинских премий (1942, 1943, 1946, 1947, 1949, 1950). Участник боёв на Халхин-Голе (1939) и Великой Отечественной войны 1941—1945 годов. Заместитель генерального секретаря Союза писателей СССР.

## Биография
Родился 15 (28) ноября 1915 года в Петрограде в семье генерал-майора Михаила Симонова и княжны Александры Леонидовны Оболенской.
Своего отца так и не увидел: тот пропал без вести на фронте в Первую мировую войну (так отмечал писатель в официальной биографии, по данным его сына А. К. Симонова — следы деда теряются в Польше в 1922 году). В 1919 году мать с сыном переехала в Рязань, где вышла замуж за военспеца, преподавателя военного дела, бывшего подполковника Русской императорской армии А. Г. Иванишева. Детство Симонова прошло в военных городках и командирских общежитиях. Мать занималась главным образом домашним хозяйством и воспитанием сына. Отчим содержал семью и, по воспоминаниям Симонова, «затаённо любил» пасынка даже в период разногласий, связанных с выбором образования: после окончания семи классов Кирилл, увлечённый идеей социалистического строительства, поступил в фабрично-заводское училище (ФЗУ), чтобы получить рабочую специальность. Работал токарем по металлу сначала в Саратове, а потом в Москве, куда его семья переехала в 1931 году. Переезду предшествовал четырёхмесячный арест отчима, его увольнение с работы и выселение семьи с занимаемой жилплощади.
Как начинающий писатель из рабочих, Симонов в 1934 году получил творческую командировку от Гослитиздата на Беломорканал, из которой вернулся с ощущением посещения школы перевоспитания («перековки») преступного элемента (уголовников) созидательным трудом. В 1934 году — первая публикация в сборнике «Смотр сил».
В 1935 году, после убийства С. М. Кирова, из Ленинграда высылали людей дворянского происхождения, в числе которых оказались и три сестры матери Симонова, которых выслали в Оренбургскую область. Две из них, Софья и Дарья, были репрессированы и умерли там в тюрьме в 1938 году. Впоследствии Симонов писал о тёте Соне: «…помню, что у меня было очень сильное и очень острое чувство несправедливости совершённого с нею, больше всего с нею»; оставшаяся в живых Александра Леонидовна Оболенская вернулась из ссылки в 1955 году.
Продолжая работать, Симонов в 1935 году поступил учиться в Литературный институт имени А. М. Горького на вечернее отделение, а через год оставил работу и перешёл на дневное отделение.
В 1938 году Симонов окончил Литературный институт. К этому времени он опубликовал ещё несколько произведений — в 1936 году в журналах «Молодая гвардия» и «Октябрь» были напечатаны стихи Симонова. В том же году Симонов был принят в Союз писателей СССР, поступил в аспирантуру ИФЛИ, опубликовал поэму «Павел Чёрный».
В 1939 году был направлен военным корреспондентом в район боевых действий на Халхин-Гол, где работал в газете «Героическая красноармейская» (главный редактор Д. И. Ортенберг) и в аспирантуру уже не вернулся.
Незадолго до отъезда на фронт окончательно изменил имя, взяв псевдоним Константин Симонов. Причиной стали особенности дикции и артикуляции Симонова: поскольку он не выговаривал «р» и твёрдого «л», произнести собственное имя ему было затруднительно. Псевдоним становится литературным фактом, и вскоре поэт Константин Симонов приобретает всесоюзную популярность. Мать поэта новое имя не признавала и до конца жизни называла сына Кирюшей. В 1940 году вступил в ВКП(б).

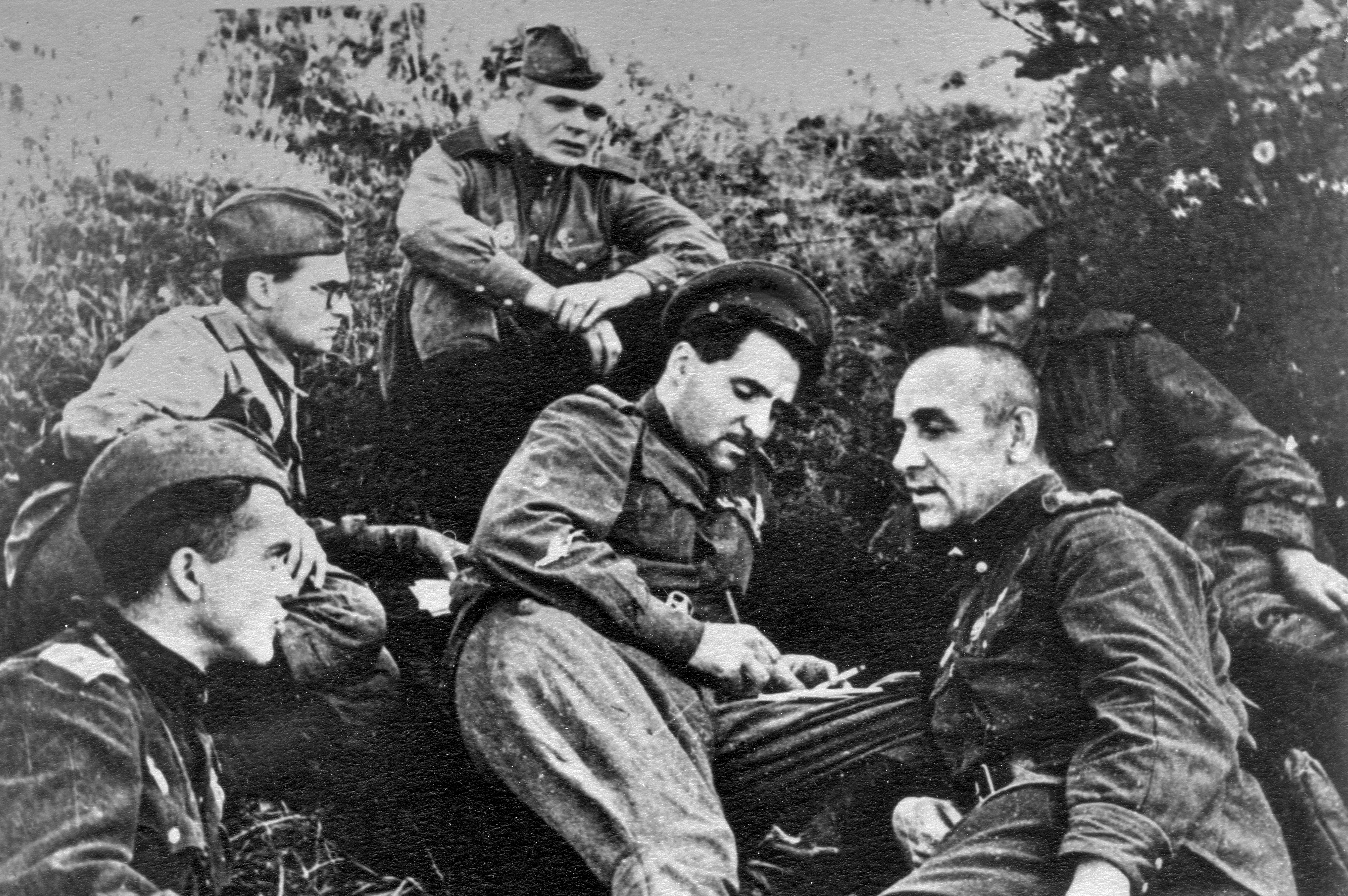
Константин Симонов (в центре) и Илья Власенко (справа) на командном пункте 75-й гвардейской стрелковой дивизии в районе села Поныри. Курская битва, 1943 год

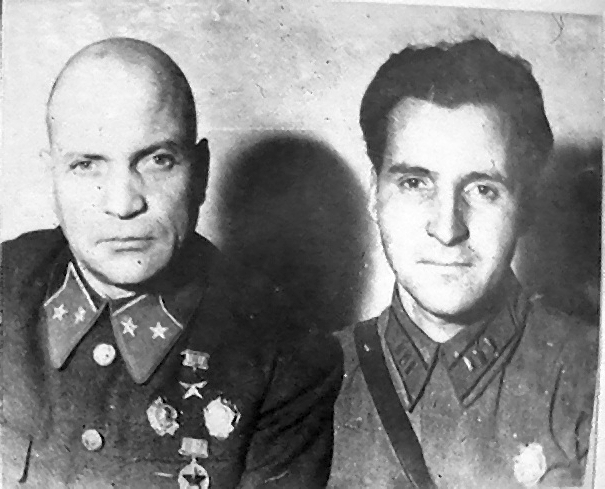
К. Симонов (справа) с А. Лизюковым. 1942 год

В 1940 году Симонов написал свою первую пьесу «История одной любви», поставленную на сцене Театра им. Ленинского комсомола; в 1941 году — вторую — «Парень из нашего города». В течение года учился на курсах военных корреспондентов при Военно-политической академии имени В. И. Ленина. 15 июня 1941 года получил воинское звание интенданта второго ранга.
В первый день войны был призван в РККА и как корреспондент «Известий» был прикомандирован к армейской газете 3-й армии «Боевое знамя». 23 июня выехал на Западный фронт, но поскольку армия уже в первые дни войны попала в окружение под Белостоком и добраться до её штаба и редакции армейской газеты было невозможно, был переведён во фронтовую газету Западного фронта «Красноармейская правда». Также в качестве корреспондента из Действующей армии публиковался в «Известиях». Огромное влияние на Симонова как на писателя оказало посещение полуокружённого Могилёва и встреча с бойцами полковника С. Ф. Кутепова, в тяжелейших условиях отбивавших немецкие атаки на Буйничском поле. Сделанные бывшим с Симоновым фотокорреспондентом П. А. Трошкиным фотографии уничтоженных только за один день 11 июля 1941 года 39 немецких танков, опубликованные с очерком Симонова «Горячий день» в «Известиях» 20 июля 1941 года, стали первым документальным свидетельством больших потерь наступавшего вермахта в советской прессе.
20 июля 1941 года был по инициативе Д. И. Ортенберга переведён специальным корреспондентом в «Красную звезду» и в ней работал до конца войны. В конце июля 1941 года находился в 24-й армии генерала К. И. Ракутина под Ельней, осаждённой Одессе и на других фронтах. В сентябре 1941 года участвовал в боевом походе подводной лодки Л-4 «Гарибальдиец», о котором написал очерк «У берегов Румынии», опубликованный 19 сентября в газете «Красная звезда», затем был на Перекопских позициях и на Арабатской Стрелке при отражении первой немецкой попытки с ходу прорваться в Крым. Во время октябрьского периода битвы за Москву его родители остались в городе, а он сам в это время находился на Карельском фронте. В декабре 1941 года находился в перешедших в контрнаступление под Москвой частях под Тулой и Калининым.
В 1942 году ему было присвоено звание старшего батальонного комиссара, в 1944 году — звание подполковника. Бо́льшая часть военных корреспонденций военкора К. Симонова публиковалась в «Красной звезде». Также в годы войны Симонов написал пьесы «Русские люди», «Жди меня», «Так и будет», повесть «Дни и ночи», издал две книги стихов: «С тобой и без тебя» и «Война».
Как военный корреспондент побывал на всех фронтах. В конце декабря 1941 — начале января 1942 года был на Черноморском флоте и участвовал в высадке десанта в Феодосию, в январе — в 5-й армии генерала Л. А. Говорова на Западном фронте, в феврале-марте — на Крымском фронте, в апреле — на Карельском фронте под Мурманском, летом — на Брянском и Сталинградском фронтах, в декабре — на Западном фронте во время операции «Марс», в январе-феврале 1943 — на Северо-Кавказском фронте (Краснодарская наступательная операция), в марте 1943 — на Западном фронте (Ржевско-Вяземская операция), в мае на Южном фронте, в июле-октябре несколько раз побывал на Центральном фронте (Курская битва и битва за Днепр).
В декабре 1943 года как корреспондент газеты «Красная звезда» освещал Харьковский процесс над военными преступниками.

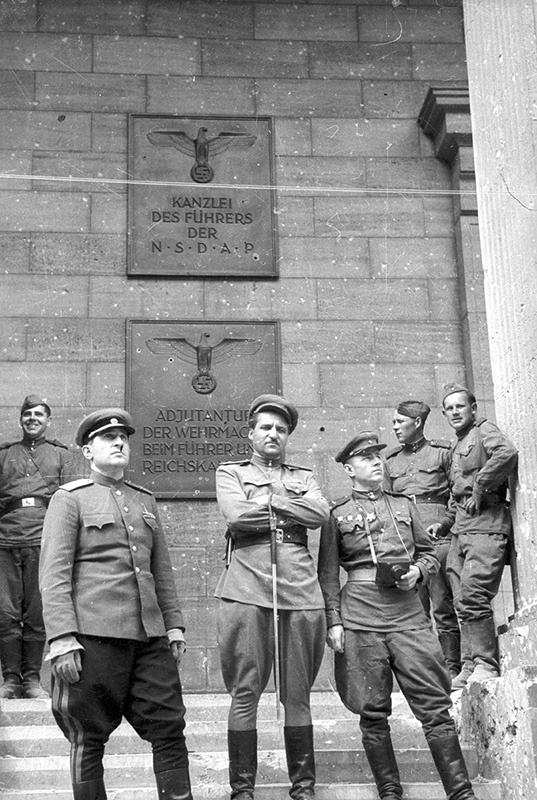
Константин Симонов у новой Рейхсканцелярии, май 1945 года. Фотография Евгений Халдея

В 1944—1945 годах выезжал в командировки в войска, освобождавшие Правобережную Украину, Румынию, Карельский перешеек, Болгарию, Югославию, Чехословакию, Польшу и Германию, был свидетелем последних боёв за Берлин и присутствовал при подписании Акта о безоговорочной капитуляции Германии 8 мая 1945 года.
После войны были опубликованы его сборники очерков «Письма из Чехословакии» (1945), «Славянская дружба» (1945), «Югославская тетрадь» (1945), «От Чёрного до Баренцева моря. Записки военного корреспондента».
После войны в течение трёх лет Симонов пробыл в многочисленных зарубежных командировках (Япония, США, Китай), работал главным редактором журнала «Новый мир». После снятия с должности редактора в 1958—1960 годах жил и работал в Ташкенте разъездным собственным корреспондентом «Правды» по республикам Средней Азии. Как специальный корреспондент «Правды» освещал события на острове Даманском (1969 год).

После смерти Сталина Симонов опубликовал в «Правде» такие строки:
Нет слов таких, чтоб ими описать 
Всю нетерпимость горя и печали. 
Нет слов таких, чтоб ими рассказать, 
Как мы скорбим по Вас, товарищ Сталин…
Первый роман «Товарищи по оружию» увидел свет в 1952 году, затем вышла большая книга — «Живые и мёртвые» (1959). В 1961 году театр «Современник» поставил пьесу Симонова «Четвёртый». В 1963—1964 годах Симонов пишет роман «Солдатами не рождаются», в 1970—1971 годах — «Последнее лето». По сценариям Симонова были поставлены фильмы: «Парень из нашего города» (1942), «Жди меня» (1943), «Дни и ночи» (1943—1944), «Бессмертный гарнизон» (1956), «Нормандия-Неман» (1960, совместно с Ш. Спааком и Э. Триоле), «Живые и мёртвые» (1964), «Возмездие» (1967), «Двадцать дней без войны» (1976).

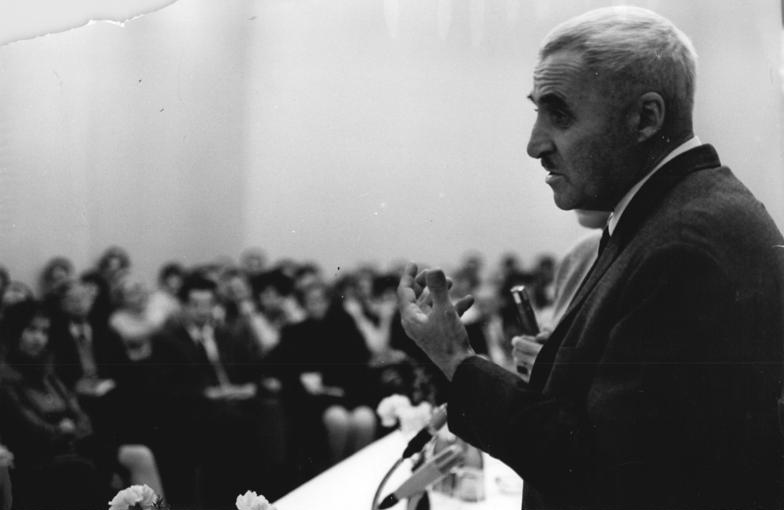
К. Симонов в Берлине. 1967 год

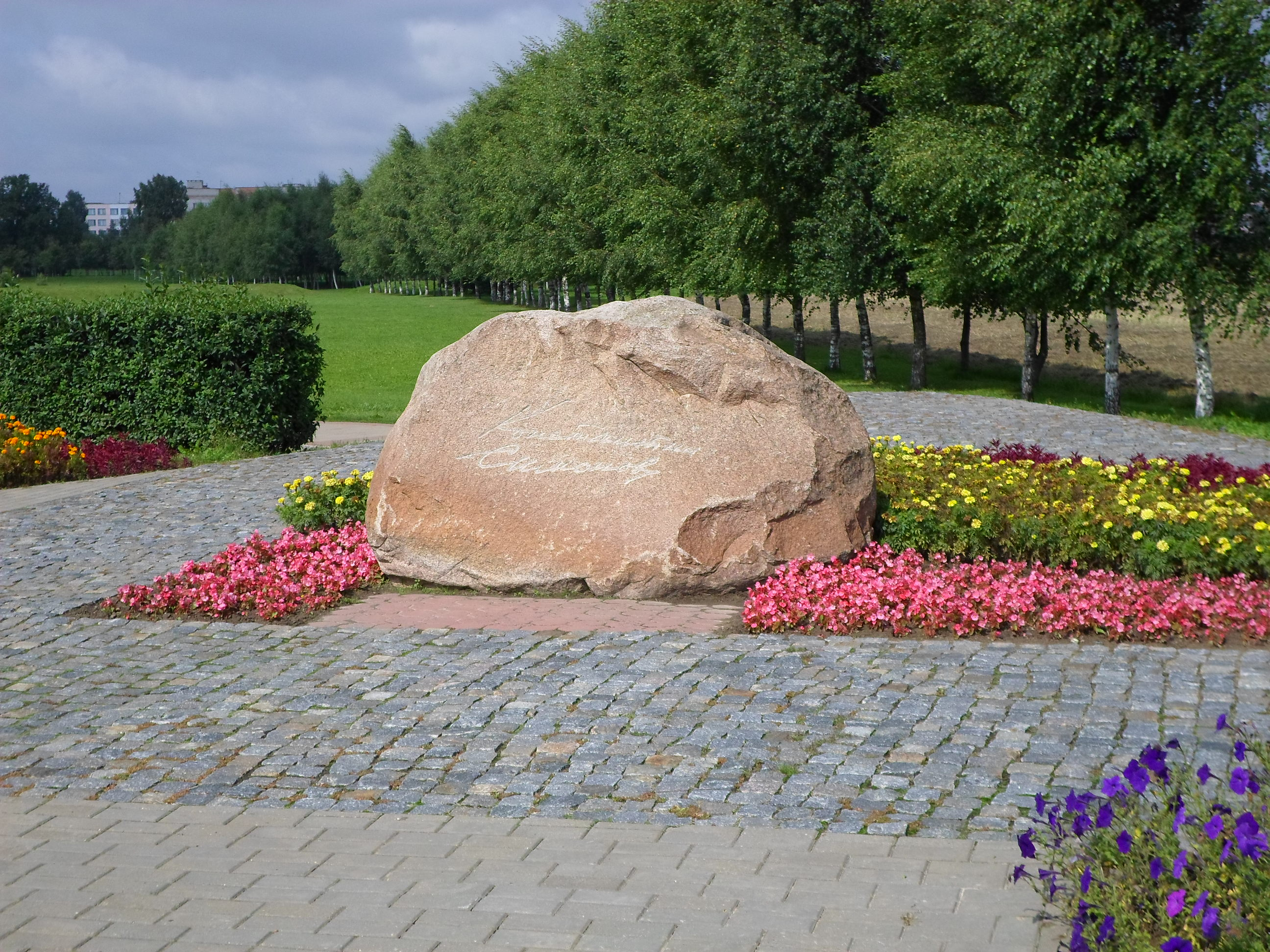
Мемориальный знак, посвящённый памяти К. Симонова, установленный на Буйничском поле

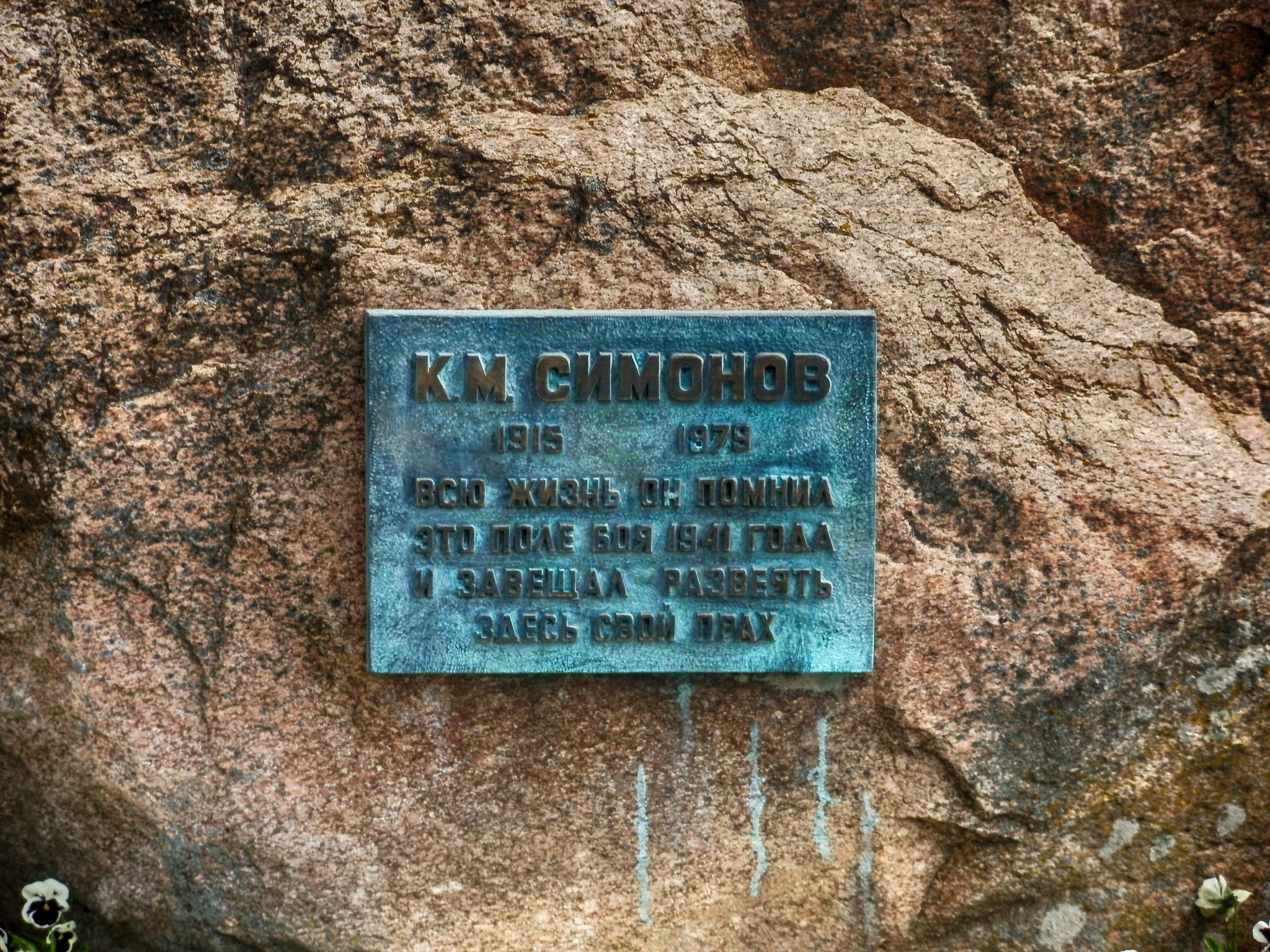
Табличка на мемориальном знаке К. Симонова на Буйничском поле

В 1946—1950 и 1954—1958 годах Симонов — главный редактор журнала «Новый мир»; в 1950—1954 годах — главный редактор «Литературной газеты».
В 1946—1959 и 1967—1979 годах Симонов — секретарь СП СССР.
В 1978 году Союз писателей назначил Симонова председателем комиссии по подготовке к празднованию 100-летия со дня рождения поэта Александра Блока.
Депутат Верховного Совета СССР 2—3 созывов (1946—1954), депутат Верховного Совета РСФСР 4-го созыва (1955—1959) от Ишимбайского избирательного округа № 724. Кандидат в члены ЦК КПСС (1952—1956). Член ЦРК КПСС в 1956—1961 и 1976—1979 годах.
Константин Симонов скончался от рака лёгкого 28 августа 1979 года в возрасте 63 лет в Москве. Согласно завещанию, прах К. Симонова был развеян над Буйничским полем под Могилёвом. В процессии участвовали семь человек: вдова Лариса Жадова, дети, могилёвские ветераны-фронтовики. Через полтора года после смерти писателя над Буйничским полем развеяли прах последней супруги Симонова — Ларисы. Она пожелала быть рядом с мужем. Симонов писал: «Я не был солдатом, был всего только корреспондентом, однако у меня есть кусочек земли, который мне век не забыть, — поле под Могилёвом, где я впервые в июле 1941 года видел, как наши в течение одного дня подбили и сожгли 39 немецких танков…» Именно об этом он написал в романе «Живые и мёртвые», дневнике «Разные дни войны» и книге мемуаров «Сто суток войны». На Буйничском поле установлен мемориальный Симоновский камень. На огромном валуне выбито факсимиле автографа писателя — «Константин Симонов». С другой стороны на валуне установлена табличка с надписью: «Симонов К. М. (1915—1979)
…Всю жизнь он помнил это поле боя 1941 года и завещал развеять здесь свой прах».

Возвращение читателю романов Ильфа и Петрова, выход в свет булгаковского «Мастера и Маргариты» и хэмингуэевского «По ком звонит колокол», защита Лили Брик, которую высокопоставленные «историки литературы» решили вычеркнуть из биографии Маяковского, первый полный перевод пьес Артура Миллера и Юджина О’Нила, выход в свет первой повести Вячеслава Кондратьева «Сашка» — вот далёкий от полноты перечень «геракловых подвигов» Симонова, только тех, что достигли цели и только в области литературы. А ведь были ещё и участие в «пробивании» спектаклей в «Современнике» и Театре на Таганке, первая посмертная выставка Татлина, восстановление выставки «XX лет работы» Маяковского, участие в кинематографической судьбе Алексея Германа и десятков других кинематографистов, художников, литераторов. Ни одного неотвеченного письма. Хранящиеся сегодня в ЦГАЛИ десятки томов подённых усилий Симонова, названных им «Всё сделанное», содержат тысячи его писем, записок, заявлений, ходатайств, просьб, рекомендаций, отзывов, разборов и советов, предисловий, торящих дорогу «непробиваемым» книгам и публикациям. Особым симоновским вниманием пользовались его товарищи по оружию. Сотни людей начали писать военные мемуары после прочитанных Симоновым и сочувственно оценённых им «проб пера». Он пытался помочь разрешить бывшим фронтовикам множество бытовых проблем: больницы, квартиры, протезы, очки, неполученные награды, несложившиеся биографии.

## Критика
Симонов участвовал в кампании против «безродных космополитов», в погромных собраниях против Михаила Зощенко и Анны Ахматовой в Ленинграде, в травле Бориса Пастернака, в написании письма против деятельности Солженицына и Сахарова в 1973 году.

В конце жизни он будто бы каялся за свой конформизм и те уступки чиновникам от литературы, когда был главным редактором «Литературки», а затем и «Нового мира». <…> Тогда же из наших бесед сложилось впечатление, что Симонов своими протестами, конфронтацией с высокими чиновниками как бы замаливает свои грехи молодости, когда он слишком ревностно выполнял волю и линию высоких партийных инстанций.
В. Н. Ерёменко.

## Награды и премии
- Герой Социалистического Труда (27.09.1974)
- Три ордена Ленина (27.11.1965; 02.07.1971; 27.09.1974)
- Орден Красного Знамени (03.05.1942)[36]
- Два ордена Отечественной войны I степени (30.05.1945; 23.09.1945)
- Орден «Знак Почёта» (31.01.1939)
- Медаль «В ознаменование 100-летия со дня рождения Владимира Ильича Ленина» (1970)
- Медаль «За оборону Москвы» (1944)
- Медаль «За оборону Одессы» (1942)
- Медаль «За оборону Сталинграда» (1942)
- Медаль «За оборону Кавказа» (1944)
- Медаль «За победу над Германией в Великой Отечественной войне 1941—1945 гг.» (1945)
- Юбилейная медаль «Двадцать лет Победы в Великой Отечественной войне 1941—1945 гг.» (1965)
- Юбилейная медаль «Тридцать лет Победы в Великой Отечественной войне 1941—1945 гг.» (1975)
- Медаль «За освобождение Праги» (1945)
- Знак «Участнику боёв у Халхин-Гола»[источник не указан 1123 дня]
- Знак «25 лет победы в Великой Отечественной войне» (1970)
- Крест ордена Белого льва «За Победу» (Чехословакия)
- Военный Крест 1939 года (Чехословакия)
- Орден Сухэ-Батора (МНР)
- Ленинская премия (1974) — за трилогию «Живые и мёртвые», «Солдатами не рождаются», «Последнее лето»
- Сталинская премия первой степени (1942) — за пьесу «Парень из нашего города»[37]
- Сталинская премия второй степени (1943) — за пьесу «Русские люди»[38]
- Сталинская премия второй степени (1946) — за роман «Дни и ночи»
- Сталинская премия первой степени (1947) — за пьесу «Русский вопрос»
- Сталинская премия первой степени (1949) — за сборник стихов «Друзья и враги»[39]
- Сталинская премия второй степени (1950) — за пьесу «Чужая тень»
- Государственная премия РСФСР имени братьев Васильевых (1966) — за литературную основу фильма «Живые и мёртвые» (1963)

## Семья
Родился в семье Александры Леонидовны Симоновой и Михаила Симонова.

### Родители
Мать Александра Леонидовна Симонова, в девичестве княжна Оболенская, во втором браке Иванишева (1890, Санкт-Петербург — 1975). Отец Михаил Симонов (супруг А. Л. Оболенской с 1912 года).
Отчим Александр Иванишев (1883—1961; супруг А. Л. Оболенской с 1919 года).
Отец Михаил Симонов (29 марта 1871 — ?), генерал-майор, участник Первой мировой войны, кавалер орденов, образование получил в Орловском Бахтинском кадетском корпусе. В службу вступил 1 сентября 1889 года. Выпускник (1897) Императорской Николаевской военной академии.
1909 — полковник Отдельного Корпуса пограничной стражи.
В марте 1915 — командир 12-го Великолуцкого пехотного полка. Награждён Георгиевским оружием. Начальник штаба 43-го армейского корпуса (8 июля 1915 — 19 октября 1917). Генерал-майор (6 декабря 1915).
Последние данные о нём датируются 1920—1922 годами и сообщают о его эмиграции в Польшу.
Вот что об этом говорит Алексей Симонов, сын писателя:

История фамилии Симонов. С этой темой я столкнулся в 2005 году, когда делал двухсерийный документальный фильм об отце «Ка-Эм». Дело в том, что мой дед, Александр Григорьевич Иванишев, не был родным отцом моего отца. Константин Михайлович родился у бабки в первом браке, когда она была замужем за Михаилом Симоновым, военным, выпускником Академии Генштаба, в 1915 году получившим генерал-майора. Дальнейшая его судьба долго была неизвестна, отец в автобиографиях писал, что тот пропал без вести ещё в империалистическую войну, затем и вовсе перестал его поминать. В процессе работы над фильмом я нашёл письма бабки начала 1920-х годов её сёстрам в Париж, где она пишет, что Михаил обнаружился в Польше и зовёт её с сыном к себе туда. У неё в это время уже был роман с Иванишевым, да, видимо, было и ещё что-то в этих отношениях, что не позволило их восстановить. Но фамилию Симонов бабка всё же сыну сохранила, хотя сама стала Иванишевой.— Сивцев Вражек…
В другом интервью Алексей Симонов отвечает на вопрос об отношении Сталина к отцу:

Вы знаете, никаких доказательств того, что Сталин относился к отцу особенно хорошо, я не нахожу. Да, отец рано стал знаменитым. Но не потому, что Сталин его любил, а потому, что написал «Жди меня». Это стихотворение было молитвой для тех, кто ждал с войны своих мужей. Оно и обратило внимание Сталина на моего папу.

У отца был «прокол» в биографии: мой дед пропал без вести в канун гражданской войны. В то время этого факта было достаточно, чтобы обвинить отца в чём угодно. Сталин понимал, что если выдвинет отца, то он будет служить если не за совесть, то уж за страх обязательно. Так оно и вышло.— 
Его дед, бухгалтер, коллежский асессор Симонов Агафангел Михайлович упоминается в Адрес-календаре Калужской губернии на 1861 год со своими братом и сёстрами: надворным советником Михаилом Михайловичем Симоновым, девицей Евгенией Михайловной Симоновой, классной дамой, из дворян, и Аграфеной Михайловной Симоновой, девицей, учительницей приготовительного класса, из дворян.
В 1870 году Агафангел Михайлович Симонов — надворный советник.

### Жёны
Первая жена Константина Симонова — Наталья Викторовна Гинзбург (Соколова) (12 августа 1916, Одесса — 25 сентября 2002, Москва), писательница, родилась в семье Виктора Яковлевича Гинзбурга (Типота), драматурга и режиссёра, автора либретто «Свадьбы в Малиновке», одного из основателей Московского театра Сатиры, брата мемуаристки Л. Я. Гинзбург. Мать — театральная художница Надежда Германовна Блюменфельд. Внучка правоведа Г. Ф. Блюменфельда. В 1938 году Наталья (Ата) Гинзбург (Типот) с отличием окончила Литературный институт имени А. М. Горького. Печаталась как литературный критик с 1936 года, в 1948—1949 годах заведовала редакцией прозы в издательстве «Профиздат». С 1957 года было опубликовано девять её прозаических книг. Симонов посвятил ей поэму «Пять страниц» (1938).
Вторая жена — Евгения Самойловна Ласкина (1915, Орша — 1991, Москва) (двоюродная сестра сценариста Бориса Ласкина, в первом браке была замужем за звукооператором Я. Е. Хароном), филолог (окончила Литинститут 22 июня 1941 года), литературный редактор, заведующая отделом поэзии журнала «Москва». В 1949 году пострадала в период кампании по борьбе с космополитизмом. Благодаря ей печатался Шаламов, ей, в том числе, читатели обязаны публикацией в середине 1960-х годов булгаковского романа «Мастер и Маргарита». В 1939 году у них родился сын Алексей.

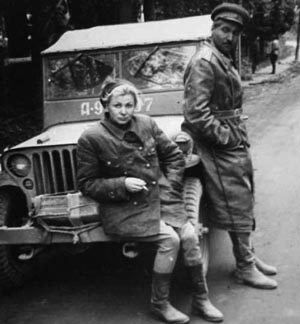
На фронтовых дорогах. Валентина Серова
и Константин Симонов,
1944 год

В 1940 году Симонов расстался с Ласкиной, увлёкшись актрисой Валентиной Серовой, вдовой незадолго до того погибшего лётчика, героя Испании, комбрига Анатолия Серова.
Любовь вдохновляла Симонова в творчестве. В том же сороковом году Симонов пишет пьесу «Парень из нашего города». Валентина — прототип главной героини пьесы Вари, а Анатолий Серов — Луконина. Актриса отказывается играть в новом спектакле, который ставит Театр Ленинского комсомола. Слишком свежа ещё была рана от потери любимого мужа.
Посвящением Серовой стало стихотворение «Жди меня» (1941). По мнению литературоведов, этим произведением поэт сделал актрису в глазах миллионов советских читателей символом верности — груз, с которым Валентина Васильевна так и не смогла справиться. Вот, что рассказывает об истории создания стихотворения дочь Мария:

Оно было написано в начале войны. В июне-июле отец как военкор был на Западном фронте, чуть не погиб под Могилёвом, а в конце июля ненадолго оказался в Москве. И, оставшись ночевать на даче у Льва Кассиля в Переделкине, вдруг в один присест написал «Жди меня». Печатать стихотворение он сначала не собирался, считал его слишком личным и читал только самым близким. Но его переписывали от руки, и когда один из друзей сказал, что «Жди меня» — его главное лекарство от тоски по жене, Симонов сдался и решил отдать его в печать. В декабре того же 1941 года «Жди меня» опубликовала «Правда», а в 1943-м на экраны вышел одноимённый фильм, где мама сыграла главную роль.
(На самом деле стихотворение было опубликовано 14 января 1942 г.)

В 1942 году вышел в свет сборник стихов Симонова «С тобой и без тебя» с посвящением «Валентине Васильевне Серовой». Книжку нельзя было достать. Стихи переписывали от руки, учили наизусть, посылали на фронт, читали друг другу вслух. Ни один поэт в те годы не знал столь оглушительного успеха, какой познал Симонов после публикации «С тобой и без тебя».
Театр имени Ленинского комсомола, где служила Серова, вернулся из эвакуации в Фергане только в апреле 1943 года. В том же году Серова согласилась стать женой Симонова. Они поженились летом 1943 года и зажили одним домом, в котором всегда было много гостей.
Всю войну вместе с Симоновым и в составе концертных бригад Серова ездила на фронт. С 1942 года в творческих кругах разошлись слухи о романе Серовой с Константином Рокоссовским (по заявлению его внука, Константина Вильевича Рокоссовского, не имеющие под собой реальной основы), и это негативно отразилось на отношениях Серовой и Симонова.
В 1946 году, выполняя поручение правительства вернуть писателей-эмигрантов, Симонов отправился вместе с Серовой во Францию. В Париже Симонов представил жену Ивану Бунину, Тэффи, Борису Зайцеву.

Было это на самом деле или нет, доподлинно неизвестно, но о том, что Серова спасла Бунина от неминуемой гибели, на кухнях судачили. В 1946 году Симонов, получивший задание уговорить нобелевского лауреата Ивана Бунина вернуться на родину, взял с собой в Париж жену. Бунин был очарован Серовой, и она якобы успела шепнуть ему на ухо, чтобы он не вздумал возвращаться себе на погибель. Так это или нет, повторяем, неизвестно, но больше жену в зарубежные вояжи Симонов не брал.

Лариса Жадова и Константин Симонов (в центре)

Они прожили вместе пятнадцать лет. В 1950 году в этом браке родилась дочь Мария.
После расставания в середине 1950-х годов Симонов снял из переиздания своих стихов все посвящения Серовой, кроме одного, на стихотворении «Жди меня», зашифрованного в инициалах «В. С.». На похороны бывшей жены в декабре 1975 года поэт прислал букет из 58 алых роз.
Четвёртая жена (1957) — Лариса Алексеевна Жадова (1927—1981), дочь Героя Советского Союза генерала армии А. С. Жадова, вдова фронтового товарища Симонова, поэта С. П. Гудзенко. Жадова окончила МГУ имени М. В. Ломоносова, известный советский искусствовед, специалист по русскому авангарду. Симонов удочерил пятилетнюю дочь Жадовой и Гудзенко Екатерину, потом у них родилась дочь Александра.

### Дети
Сыновья
- Алексей Симонов (род. 1939) — от брака с Евгенией Самойловной Ласкиной (вторая жена)
- Анатолий Серов (1939—1974) — приёмный сын от брака с Валентиной Серовой (третья жена); родной сын Анатолия Серова.

Дочери
- Мария Кирилловна Симонова (род. 1950) — от брака с Валентиной Серовой; филолог, работала 15 лет координатором Фонда защиты гласности, на пенсии.
- Екатерина Кирилловна Симонова-Гудзенко (урождённая Екатерина Семёновна Гудзенко, род. 1951) — удочерена в браке с Ларисой Жадовой (четвёртая жена), родная дочь Семёна Гудзенко.
- Александра Кирилловна Симонова (1957—2000) — от брака с Ларисой Жадовой; искусствовед, умерла от рака[60].

## Творчество

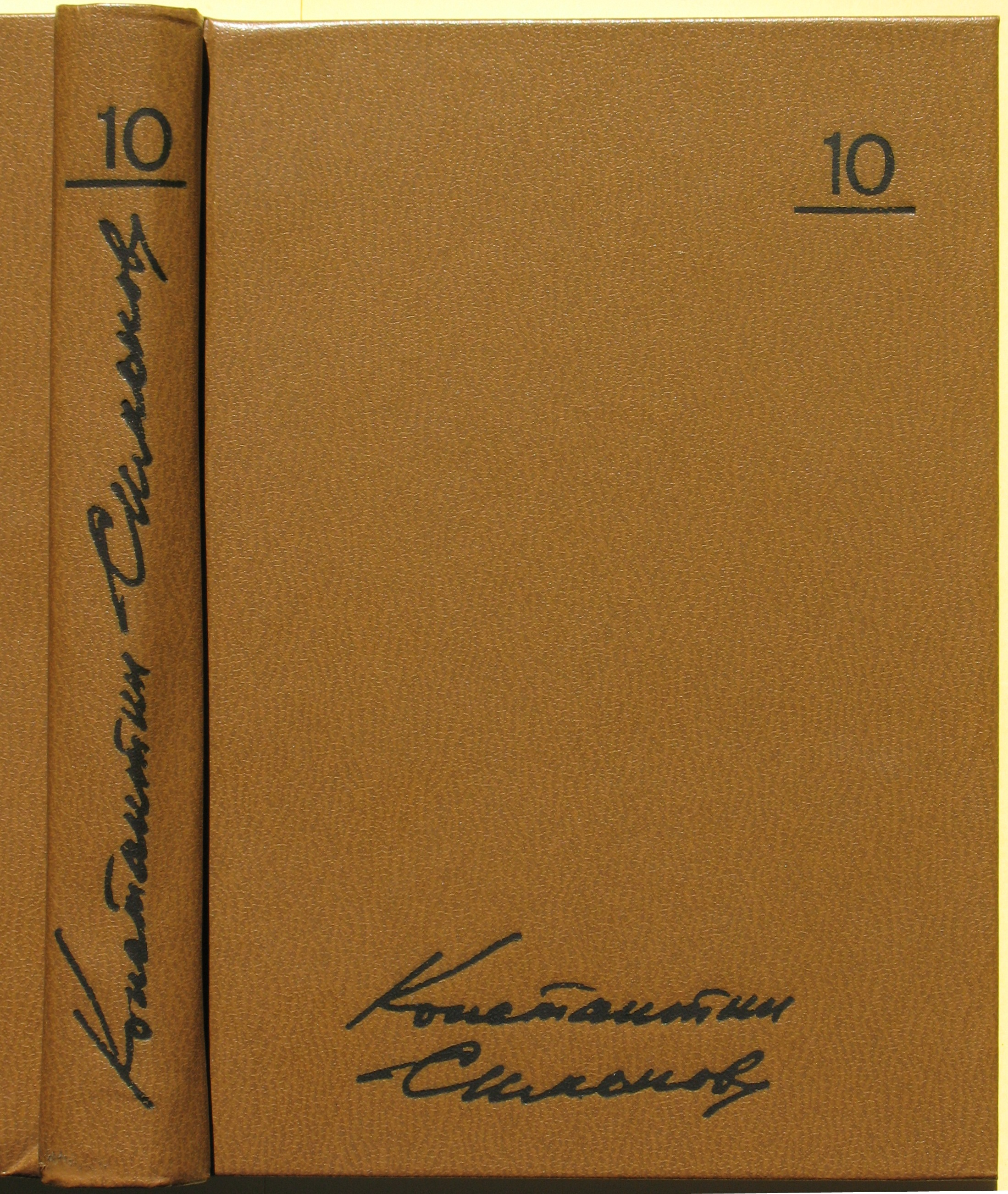
Обложка собрания сочинений К. Симонова в 10 томах. Худлит, 1984

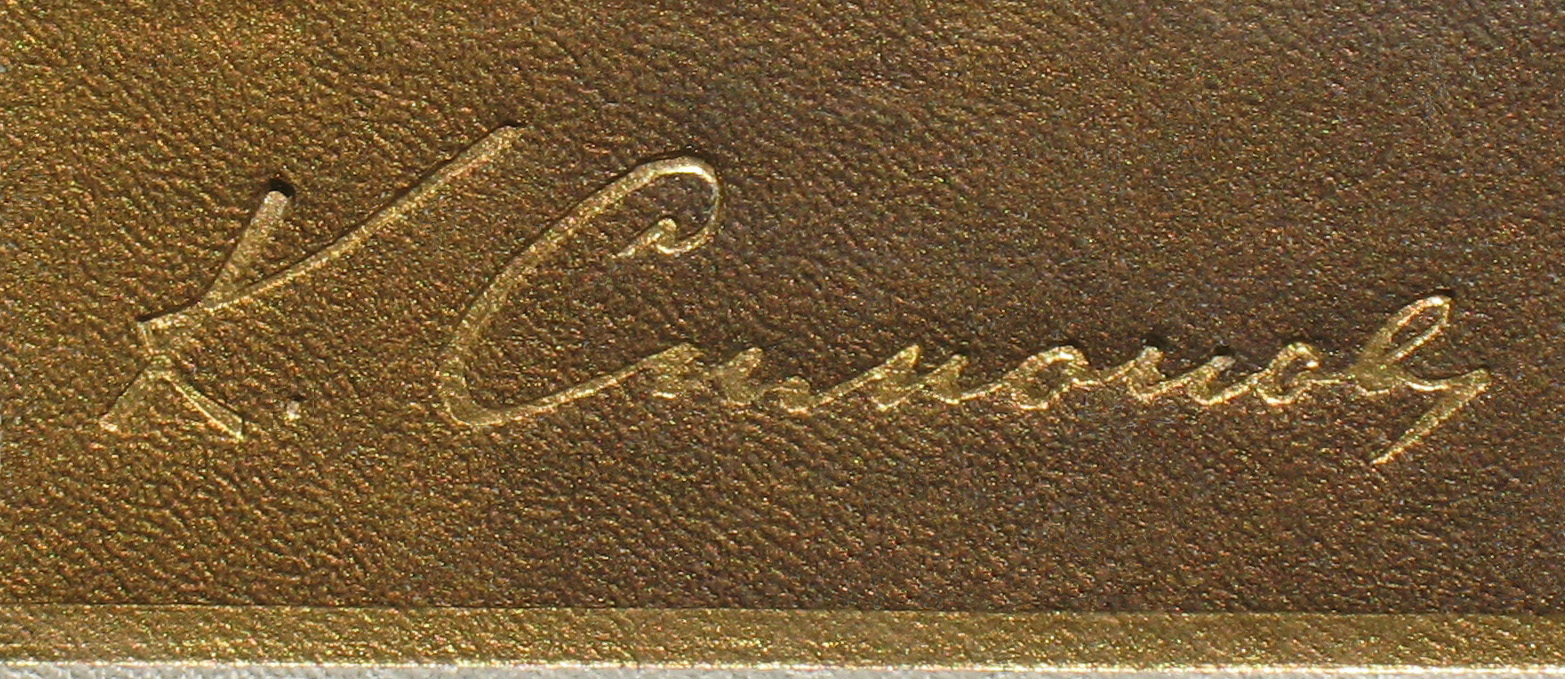
Автограф К. Симонова в 1950-х годах

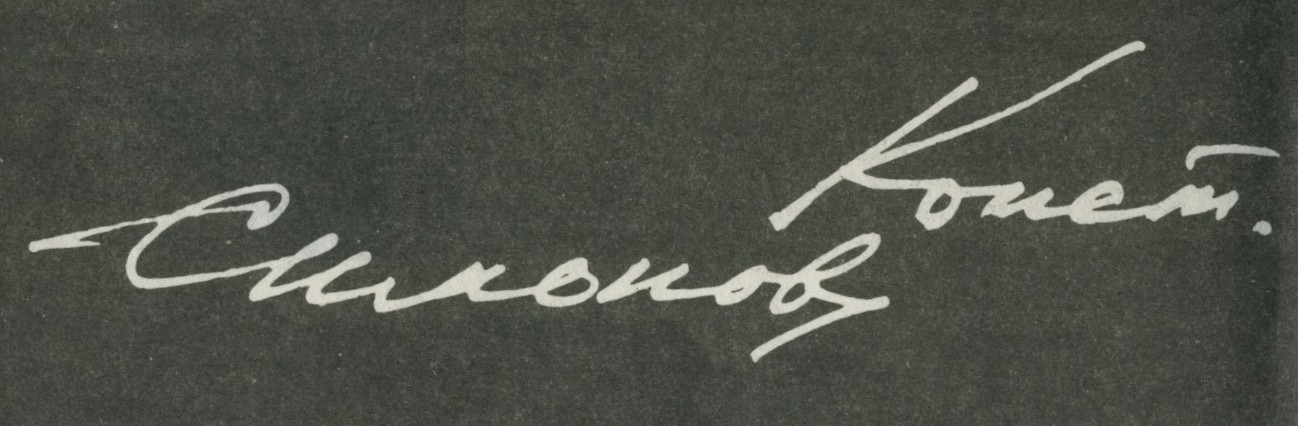
Автограф К. Симонова в 1960-х годах

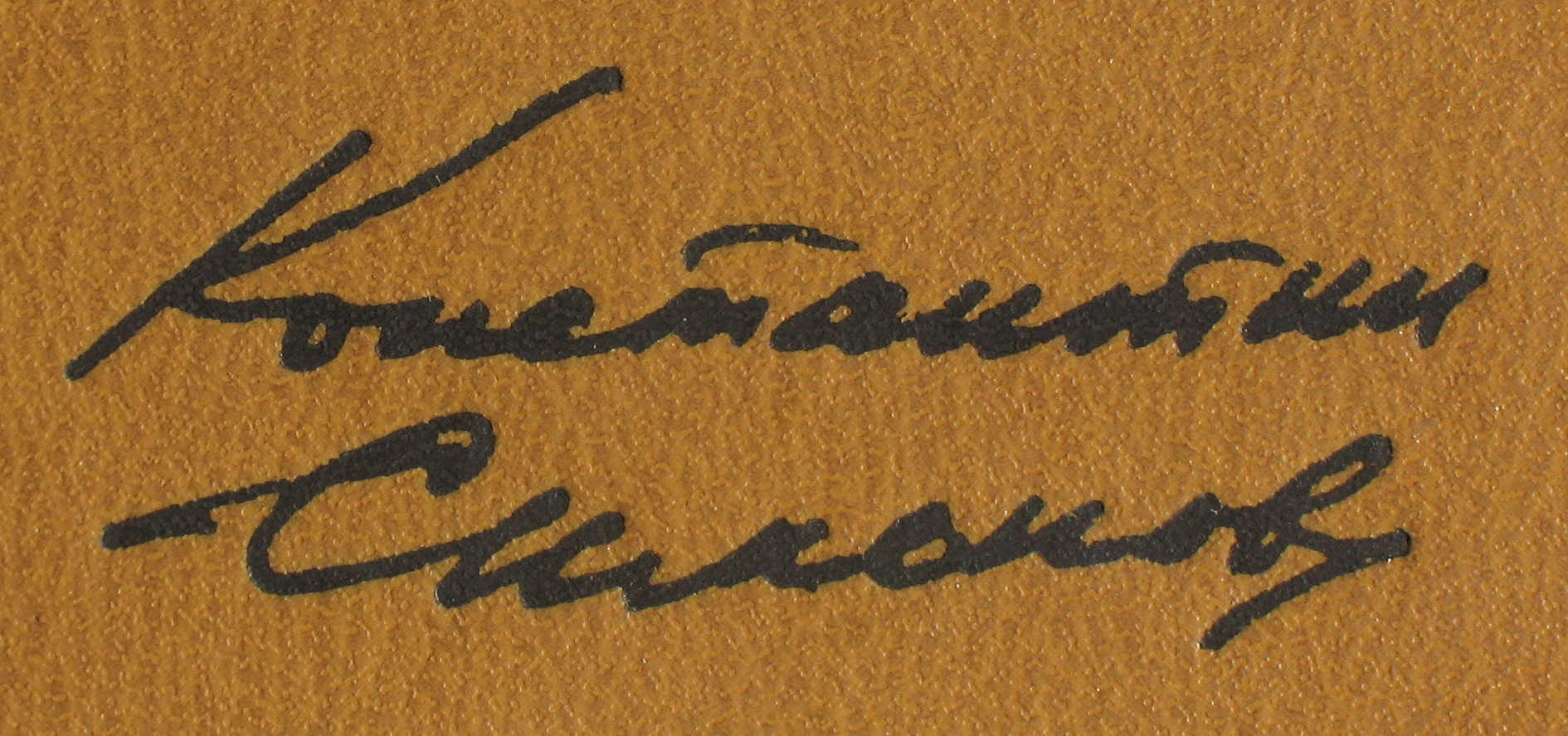
Автограф К. Симонова в 1960-х годах

### Собрания сочинений
- Собрание сочинений в 10 томах + 2 тома доп. — М.: Художественная литература, 1979—1987.
- Собрание сочинений в 6 томах. — М.: Художественная литература, 1966—1970.
- Сочинения. Т. 1—3. — М.: Гослитиздат, 1952—1953.

### Стихотворения и поэмы

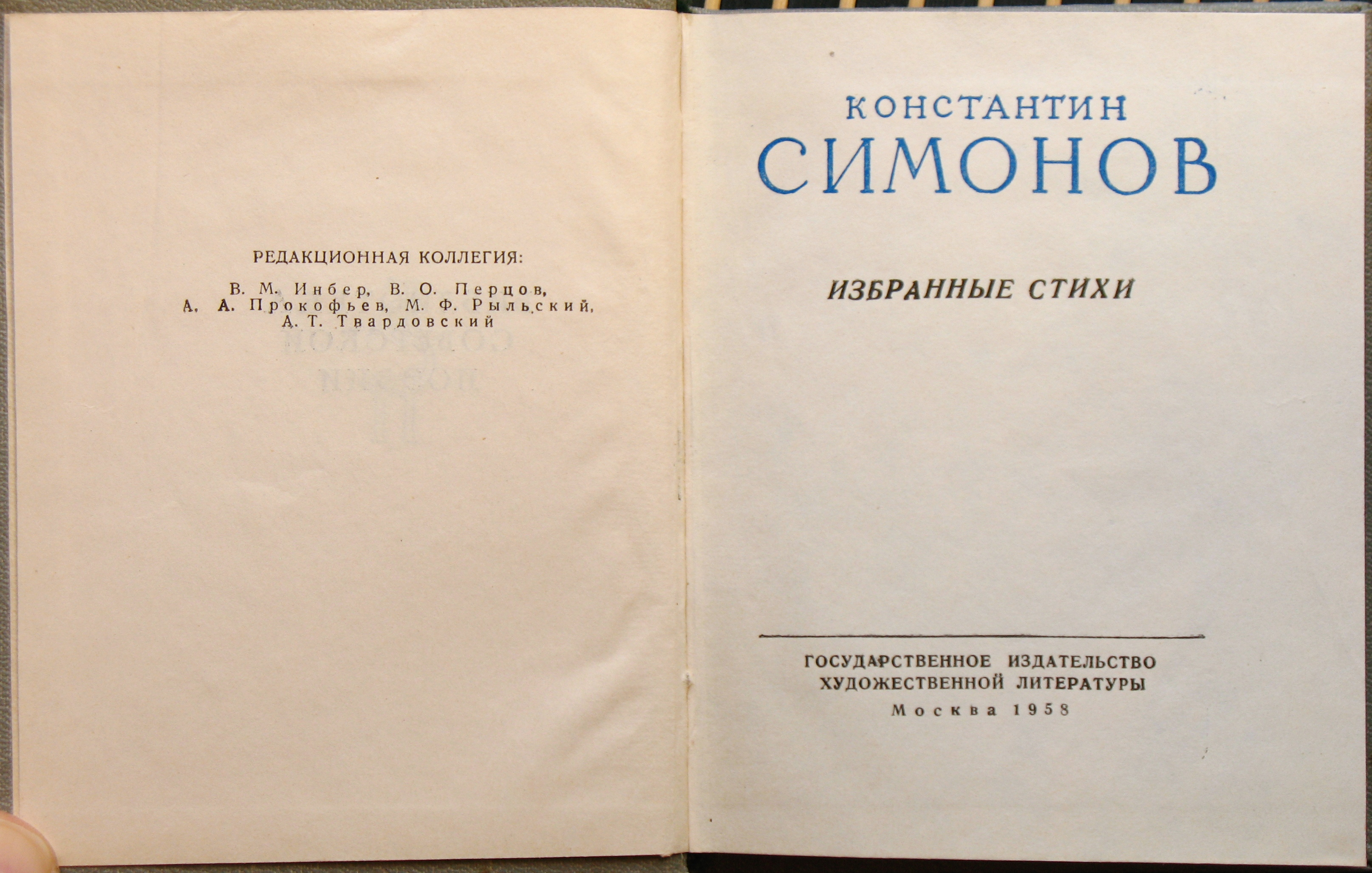
Титул книги Симонова в «Библиотеке советской поэзии»

- «Победитель» (1937, поэма о Николае Островском),
- «Павел Чёрный»: Поэма. — Москва: Советский писатель, 1938 (11 тип. Мособлполиграфа). — 84 с.
- «Ледовое побоище»: Поэма. — Москва: Правда, 1938 (Типография им. Сталина). — 47 с. — (Библиотека «Огонёк» № 40 [1099]).
- «Настоящие люди»: Книга стихов. — Москва: Гослитиздат, 1938 (17 фабрика нац. книги). — 88 с.
- «Дорожные стихи». — Москва: Сов. писатель, 1939. — 48 с.
- «Стихи тридцать девятого года». — Москва: Советский писатель, 1940. — 76 с.
- «Суворов»: Поэма: [Для ст. возраста] / [Рис. А. Ермолаева]. — Москва; Ленинград: Детиздат, 1940 (Москва). — 48 с.
- «Из фронтового блокнота». — Москва: Советский писатель, 1941. — 69 с.
- «Победитель»: Стихи. — Москва: Воен. издательство, 1941. — 45 с. — (Библиотека красноармейца).
- «Сын артиллериста»: [Фронтовая поэма]. — [Москва]: Воениздат, 1942. — 14 с. — (Библиотека красноармейца. Из фронтовой жизни).
- «Стихи 1941 года». — Москва: Правда, 1942. — 46 с. — (Библиотечка «Огонёк», № 4)
- «Фронтовые стихи». — [Москва]: Воениздат, 1942. — 24 с. — (Библиотека красноармейца. [Из фронтовой жизни]).
- «Лирический дневник». — Ташкент, 1942.
- «Война»: Стихи 1937—1943 гг. — Москва: Советский писатель, 1944. — 148 с. — 20 000 экз.
- «Друзья и враги»: Стихи / Константин Симонов; [Ил.: В. Брискин и В. Фомичёв]. — [Москва]: Воен. издательство, 1949 (тип. им. Тимошенко). — 64 с. — (Б-чка журнала «Советский воин» / Глав. полит. упр. вооруж. сил. СССР; № 11 [126])
- «Стихи 1954 года». — М., 1955.
- «Иван да Марья»: Поэма. — Москва: Правда, 1958. — 30 с. — (Библиотека «Огонёк»; № 24)
- 25 стихотворений и одна поэма [«Пять страниц»]. — [Москва]: [Советский писатель], [1968]. — 119 с.
- «Вьетнам, зима семидесятого…»: Книга стихов. — Москва: Современник, 1971. — 48 с.

### Романы и повести

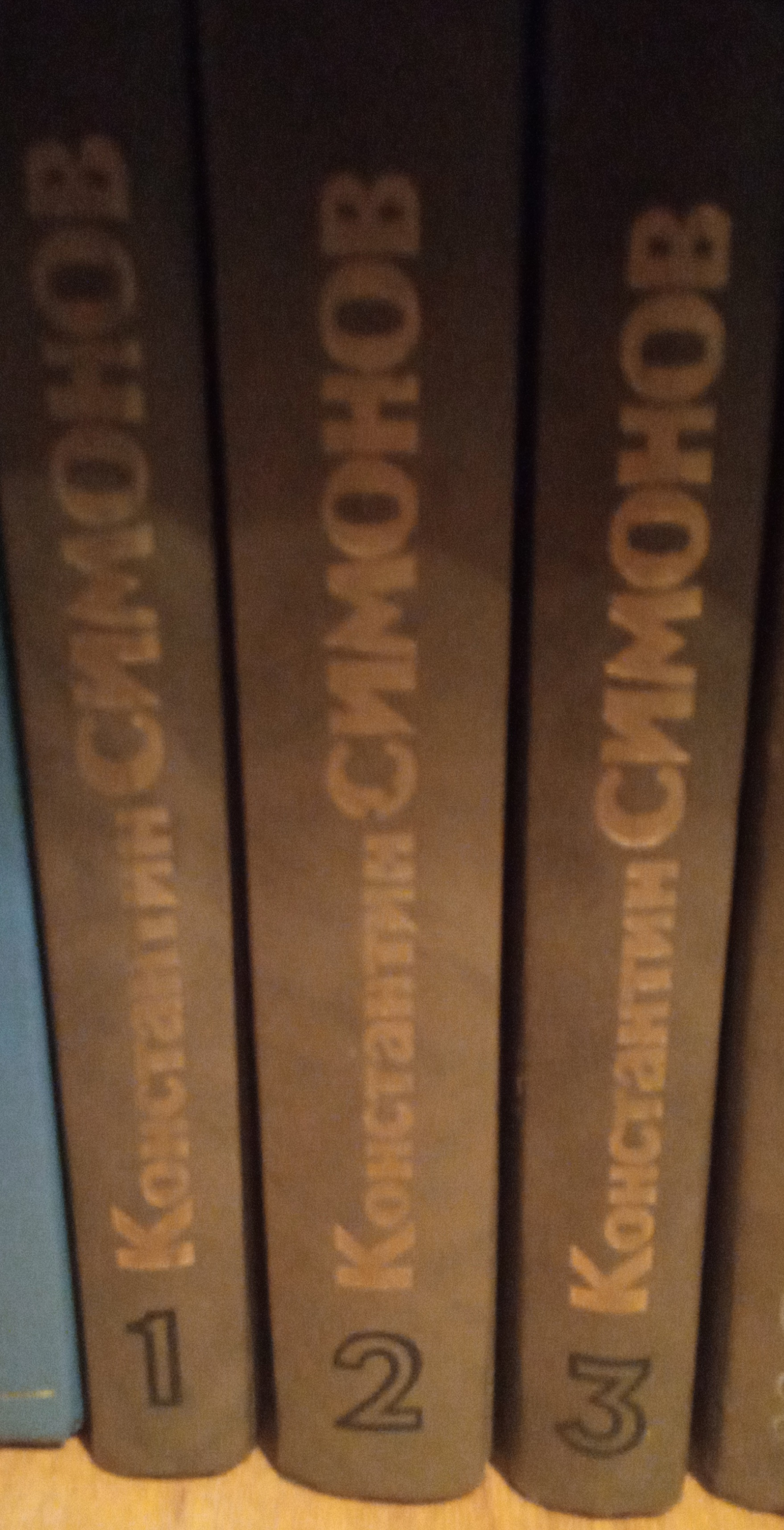
Трилогия «Живые и мёртвые» в 3-х томах. Москва, издательство «Художественная литература», 1989 год

- «Дни и ночи»: Повесть. — Москва: Воен. издательство, 1944. — 257 с., 6 л. ил. (экранизация 1943 г.)
- «Гордый человек»: Повесть. — [Воронеж]: Воронеж. обл. книгоиздательство, 1945 (тип. изд-ва «Коммуна»). — 40 с.
- «Товарищи по оружию» (роман, 1952; новая редакция — 1971),
- «Живые и мёртвые» (роман, 1959),
- «Солдатами не рождаются» (1963—1964, роман; 2-я часть трилогии «Живые и мёртвые»; в 1967 — кинофильм «Возмездие», режиссёр Александр Столпер)
- «Последнее лето» (роман, 1971; 3-я заключительная часть трилогии «Живые и мёртвые»)
- «Дым отечества» (1947, повесть)
- «Южные повести» (1956—1961)
- «Так называемая личная жизнь (Из записок Лопатина)» (1965, цикл повестей, впоследствии объединённых в роман; 1975 — одноимённый спектакль, премьера — Театр «Современник»)
- «Двадцать дней без войны». — М., 1973
- «Софья Леонидовна». — М., 1985

### Дневники, мемуары, очерки, статьи, письма
- Симонов К. М. «Разные дни войны. Дневник писателя». — М.: Художественная литература, 1982. — Т. 1. — 479 с. — 300 000 экз.
- Симонов К. М. Разные дни войны. Дневник писателя. — М.: Художественная литература, 1982. — Т. 2. — 688 с. — 300 000 экз.
- «Глазами человека моего поколения. Размышления о И. В. Сталине» (1979, опубликовано в 1988)
- «На Карельском фронте»: Очерки. — [Москва]: Воениздат, 1941. — 46 с. — (Библиотека красноармейца)
- «На Запад!» — Ташкент, 1942
- «Сражающийся Китай». — Москва: Советский писатель, 1950. — 248 с.
- «Далеко на Востоке. Халхин-гольские записи». — М.: Советский писатель, 1969. — 111 с.
- «Япония. 46» (путевой дневник),
- «Письма из Чехословакии». — Москва: Воен. издательство, 1945. — 77 с.
- «Славянская дружба»: [О партизанском тыле Югославии в сентябре—ноябре 1944 г.] : [Очерки и рассказы]. — [Москва]: Воен. издательство, 1945 (тип. им. Тимошенко). — 88 с.
- «Югославская тетрадь». — Москва: Сов. писатель, 1945. — 145 с.
- «От Чёрного до Баренцова моря. Записки военного корреспондента»: в 4 книгах. — М.: Советский писатель, 1942—1945[61].
- «От нашего военного корреспондента». — М., Воениздат, 1948
- «В эти годы»: Публицистика, 1941—1950. — Москва: ГИХЛ, 1951. — 420 с.
- «Норвежский дневник». — М.: Советский писатель, 1956. — 113 с.
- «В этом непростом мире»: Очерки. — М.: Советская Россия, 1974. — 29 с.
- «100 суток войны». — Смоленск: Русич, 1999. — 576 c.
- «Сегодня и давно». Статьи. Воспоминания. Литературные заметки. О собственной работе. — М., Советский писатель, 1978. — Тираж 75000 экз. — 636 c.
- «К. Симонов. Письма о войне. 1943—1979». — М.: Советский писатель, 1990. — ISBN 5-265-00935-3.
- «Дорогие мои старики. Из переписки с родителями в военные годы (1941—1945)». Публикация, подготовка текста и комментарии Екатерины Симоновой-Гудзенко. // Новый Мир. — 2015. — № 7—8.

### Пьесы
- «История одной любви» (1940, премьера — Театр имени Ленинского комсомола, 1940) (новая редакция — 1954)
- «Парень из нашего города»: Пьеса в 4 д. 10 картинах. — Москва: Отд. распространения ВУОАП, 1941. — 70 с. (1941, пьеса; премьера спектакля — Театр имени Ленинского комсомола, 1941 (пьеса ставилась в 1955 и 1977 годах); в 1942 — одноимённый кинофильм)
- «Русские люди»: Пьеса в 3 д., 9 карт.: Сценич. вариант Моск. драм. театра им. Ленсовета. — Москва: Всес. упр. по охране автор. прав, 1942. — 52 с. (1942, опубликована в газете «Правда»; в конце 1942 премьера пьесы с успехом прошла в Нью-Йорке[62]; в 1943 — кинофильм «Во имя Родины», режиссёры — Всеволод Пудовкин, Дмитрий Васильев; в 1979 — одноимённый телеспектакль, режиссёры — Майя Маркова, Борис Равенских)
- «Жди меня»: Пьеса в 3 д., 8 карт. — Москва: Всес. упр. по охране автор. прав, 1943. — 54 с.
- «Так и будет» (1944, премьера — Театр имени Ленинского комсомола[63][64])
- «Под каштанами Праги»: Драма в 4 д., 5 карт. — Москва; Ленинград: Искусство, 1947 (М.: тип. «Кр. печатник»). — 119 с. (1945. Премьера — Театр имени Ленинского комсомола. Была популярна, с 1946 шла по всей стране. В 1965 — одноимённый телеспектакль, режиссёры Борис Ниренбург, Надежда Марусалова (Иваненкова)[65][66])
- «Русский вопрос» (1946, премьера — Театр имени Ленинского комсомола; в 1947 — одноимённый кинофильм, автор сценария и режиссёр Михаил Ромм[67])
- «Чужая тень»: Драма в 4 д., 6 карт. — Москва: Изд. и тип. Госкультпросветиздата, 1949. — 88 с. — (Б-чка «Художественная самодеятельность», № 12). По сообщению историка Э. А. Иваняна, Симонов «с горечью и сожалением вспоминал позднее свою пьесу „Чужая тень“, в которой „разоблачал“ советских учёных как „безродных космополитов“, находящихся в услужении американской разведки»[62].
- «Доброе имя» (1951) (новая редакция — 1954)
- «Четвёртый» (1961, премьера — Театр «Современник», 1972 — одноимённый кинофильм)
- «Друзья остаются друзьями» (1965, в соавторстве с В. Дыховичным).
- «Из записок Лопатина» (1974).

### Сценарии
- «Жди меня» (совместно с Александром Столпером, 1943, режиссёр — Александр Столпер)
- «Дни и ночи» (1944, режиссёр — Александр Столпер)
- «Второй караван» (1950, совместно с Захаром Аграненко, режиссёры-постановщики — Амбарцум Бек-Назаров и Рубен Симонов)[68][69]
- «Жизнь Андрея Швецова» (1952, совместно с Захаром Аграненко)
- «Бессмертный гарнизон» (1956, режиссёр — Эдуард Тиссэ),
- «Нормандия — Неман» (соавторы — Шарль Спаак, Эльза Триоле, 1960, режиссёры Жан Древиль, Дамир Вятич-Бережных)
- «Левашов» (1963, телеспектакль, режиссёр — Леонид Пчёлкин)
- «Живые и мёртвые» (совместно с Александром Столпером, режиссёр — Александр Столпер, 1964)
- «Возмездие» 1967, (совместно с Александром Столпером, художественный фильм, снят по II части романа «Живые и мёртвые» — «Солдатами не рождаются»)
- «Если дорог тебе твой дом» (1967, сценарий и текст документального фильма, режиссёр Василий Ордынский[70]),
- «Гренада, Гренада, Гренада моя» (1968, документальный фильм, режиссёр — Роман Кармен, кинопоэма; премия Всесоюзного кинофестиваля)
- «Случай с Полыниным» (совместно с Алексеем Сахаровым, 1971, режиссёр — Алексей Сахаров)
- «Четвёртый» (1972, режиссёр — Александр Столпер)
- «Чужого горя не бывает» (1973, документальный фильм о вьетнамской войне)[71],
- «Шёл солдат» (1975, документальный фильм[72])
- «Солдатские мемуары» (1976, телефильм)
- «Обыкновенная Арктика» (1976, Ленфильм, режиссёр — Алексей Симонов, вступительное слово от автора киносценария и эпизодическая роль)
- «Константин Симонов: остаюсь военным писателем» (1975, документальный фильм)
- «Двадцать дней без войны» (по повести (1972), режиссёр — Алексей Герман, 1976), текст от автора
- «Мы не увидимся с тобой» (1981, телеспектакль, режиссёры — Майя Маркова, Валерий Фокин)
- «Дорога на Берлин» (2015, художественный фильм, Мосфильм — режиссёр Сергей Попов). Снят по мотивам повести Эммануила Казакевича «Двое в степи» и военных дневников Константина Симонова.

### Переводы
- Редьярд Киплинг в переводах Симонова[73][74]
- Насими. Лирика / Перевод Наума Гре́бнева и Константина Симонова с азербайджанского и фарси. Четверостишия (рубаи) в переводе Н. Гребнева. Предисловие: Мирза Ибрагимов. Примечания. — Москва: Художественная литература", 1973. — 358 с. — Тираж 25 000 экз. «Всего в различных изданиях опубликовано 77 произведений из азербайджанской поэзии в переводе Симонова (в том числе 38 — фольклорных, 34 — из классической поэзии, 5 современных поэтов)»[75]
- Каххар А. Сказки о былом / Перевод Камрона Хакимова и Константина Симонова с узбекского. — Москва: Советский писатель, 1970.
- Азербайджанские народные песни «Эй смотри, смотри сюда!», «Красавица», «Колодец в Ереване». Советский писатель, Ленинград, 1978 г.
- И другие переводы[76][77][78]

## Память

### Улицы в городах бывшего СССР
- Улица Константина Симонова в Москве
- Улица Константина Симонова в Волгограде
- Улица Константина Симонова в Гулькевичах (Краснодарский край)
- Улица Симонова в Могилёве[79]
- Улица Симонова в Кривом Роге (Днепропетровская область)[80]

Памятник Симонову в Саратове

- Улица Симонова в Казани

### Памятники
- 30 октября 1980 года саратовскому ПТУ № 2 (ул. 2 Садовая, 21) было присвоено имя писателя, а рядом с главным входом открыт памятник Симонову[81]. По бокам памятника высечены силуэты советских солдат — главных героев произведений писателя.
- Мемориальный знак К. С. Симонову, участвовавшему в битве на Буйничском поле и отразившему эти события в романе «Живые и мёртвые» (установлен на Буйничском поле вблизи агрогородка Буйничи Могилёвского района Могилёвской области Беларуси)[82].

### Мемориальные доски
- В Рязани на здании школы, в которой в 1925—1927 годах учился К. М. Симонов (улица Соборная, 9), установлена мемориальная доска.
- В Саратове 5 декабря 2020 года открыта мемориальная доска на доме, где в 1930-х годах жил Константин Симонов[83].
- В Москве на доме, где жил Константин Симонов (улица Черняховского, 2) установлена мемориальная доска.

### Кинематограф
- К. Симонов стал героем двух серий документального сериала «Исторические хроники с Николаем Сванидзе».
- К. Симонов. «Ты помнишь, Алёша, дороги Смоленщины». Олег Табаков. Фрагмент церемонии открытия Года литературы[84]
- В телесериале «Звезда эпохи» (2005) роль Семёнова (прототип К.Симонов) исполнил Александр Домогаров.
- В телесериале «Вертинский» (2021) роль Симонова исполнил актёр Андрей Щёткин.
- В фильме «Любовь Советского Союза» (2024) роль героя Кирилла Туманова (прототипом которого стал Симонов) сыграл Роман Васильев.

### Другое
- Астероид Симонов (2426 Simonov).
- Комфортабельный четырёхпалубный теплоход проекта 302 «Константин Симонов», построен в 1984 году в ГДР.
- Библиотека имени Симонова ГБУК г. Москвы ОКЦ ЮАО № 162
- В Волгограде памятник погибшим танкистам — разбитая «тридцатьчетвёрка», дополнен плитой с отрывком из стихотворения Симонова «Танк» («Вот здесь он шёл…)» .
- В 2014 году «Аэрофлот» получил пятый самолёт B737-800 поколения Next Generation производства компании Boeing, который назван в честь советского писателя и общественного деятеля Константина Симонова[85].
- Медаль имени Симонова.
- В Могилёве установлена скульптурная композиция с отрывком из стихотворения Константина Симонова «Родина», на одноимённой улице (скульптор — Александр Миньков)[86].
- В Музее Славы Могилёвщины представлены экспозиции, посвящённые обороне Могилёва.

### 100 лет К. Симонову
В 2015 году исполнилось 100 лет со дня рождения Константина Симонова. 26 февраля 2015 года по инициативе Федерального агентства по печати и массовым коммуникациям был создан организационный комитет по подготовке и проведению празднования 100-летия со дня рождения К. М. Симонова под председательством Михаила Сеславинского. В России и за рубежом прошло масштабное празднование юбилейной даты. Среди праздничных мероприятий — выпуск и переиздание произведений Симонова, трансляции документальных фильмов и передач по произведениям по центральным телеканалам, организация техподдержки сайта, посвящённого жизни и творчеству писателя. В рамках празднования прошли выставки: в «Фотоцентре» на Гоголевском бульваре — о жизни и творчестве Константина Симонова, а также в музее-заповеднике «Коломенское» — об истории создания его фильмов «Живые и мёртвые» и «Возмездие». На одном из домов на Марксистской улице в Москве появился портрет Симонова, выполненный в стиле граффити. В день рождения писателя, 28 ноября 2015 года в Центральном доме литераторов состоялся торжественный вечер в честь юбилея автора.

### Архив
Обширный фонд Константина Симонова хранится в Российском государственном архиве литературы и искусства. Он насчитывает 7329 единиц хранения и охватывает период с 1883 по 2001 гг. Основу фонда составляют личные и деловые переписки, рукописи, документы, черновики. Также в РГАЛИ на хранении находится полная библиотека Симонова, включающая в себя книги с автографами и пометками.

### Книги
- Константин Симонов в воспоминаниях современников / сост. Е. А. Кацева, Л. А. Жадова, С. Г. Караганова. — М.: Сов. писатель, 1984. — 608 с.
- Гареев М. А. Константин Симонов как военный писатель. История Великой Отечественной войны в творчестве Симонова и её современные толкования. — М.: ИНСАН, 2006. — 320 с.
- Караганов А. В. Константин Симонов — вблизи и на расстоянии. — М.: «Советский писатель», 1987.
- Константин Симонов в воспоминаниях современников. — М.: «Советский писатель», 1984. — 606 с.
- Лазарев Л. И. Военная проза Константина Симонова. — М.: Художественная литература, 1974. — 237 с.
- Панкин Б. Д. Четыре Я Константина Симонова: Роман-биография. — М.: Воскресенье, 1999. — 453 с. — ISBN 5-88528-187-4.
- Симонов Константин Михайлович. Глазами человека моего поколения : размышления о И. В. Сталине / Предисл. Л. Лазарева. — М.: Книга, 1990. — 431 с. — (Время и судьбы). — ISBN 5-212-00176-5.
- Финк Л. А. Константин Симонов: Творческий путь. 2-е изд. — М.: «Советский писатель», 1983. — 399 с.

### Статьи
- Симонова-Гудзенко Е. К. На сцене и вокруг. Японский театр в дневниках Константина Симонова // Восточная коллекция : журнал. — Российская государственная библиотека, 2013. — № 1. — С. 50—63.
- Симонова Т. Неудобный отец. Почему писатель Константин Симонов «стеснялся» своего отца — героя Первой мировой войны // Родина : журнал. — 2018. — № 1118 (11).
- Скрёбов Н. М. За отчизны твоей судьбу… // Донской временник. Год 2015-й / Ростов-на-Дону: Дон. гос. публ. библиотека, 2014. — Вып. 23. — С. 180—184.